# Ignacio Eizaguirre
Ignacio Eizaguirre Arregui (San Sebastián, 7 novembre 1920 – San Sebastián, 1º settembre 2013) è stato un allenatore di calcio e calciatore spagnolo.

## Carriera

### Giocatore

#### Club
Cresce con il Lagun Artea, società minore della realtà calcistica basca, per passare nel 1936 alla Real Sociedad con cui esordisce nella Segunda División spagnola al termine della Guerra civile spagnola, durante la stagione 1939-1940.
L'esordio nel massimo campionato iberico avviene nella stagione 1941-1942, a seguito del suo passaggio tra le file del Valencia. Con il nuovo club milita per otto stagioni, durante le quali conquista la nazionale spagnola e conquista tre scudetti, unitamente ad una Coppa del Generalisimo.
Al termine dell'esperienza valenzana torna alla Real Sociedad, con cui resta altre sei stagioni, per un totale di 186 presenze con la squadra basca.
Termina la carriera da giocatore all'Osasuna nel 1959.

#### Nazionale
La Nazionale spagnola lo vide in campo 18 volte, il cui esordio risale all'11 marzo 1945, durante Spagna-Portogallo (2-2).
Partecipò al Mondiale brasiliano del 1950.

### Allenatore
L'anno successivo diventa allenatore della squadra navarra, incarico ricoperto fino all'esonero avvenuto il 20 marzo 1960.
La sua ultima esperienza su una panchina della Primera División spagnola risale al 1965-1966, quando allena il Siviglia.

## Palmarès

### Club

#### Competizioni nazionali
- Campionato spagnolo: 3

Valencia: 1941-1942, 1943-1944, 1945-1946
- Coppa di Spagna: 1

Valencia: 1949

## Individuali
- Trofeo Zamora: 2

1943-1944, 1944-1945